# Cours d'eau d'Égypte

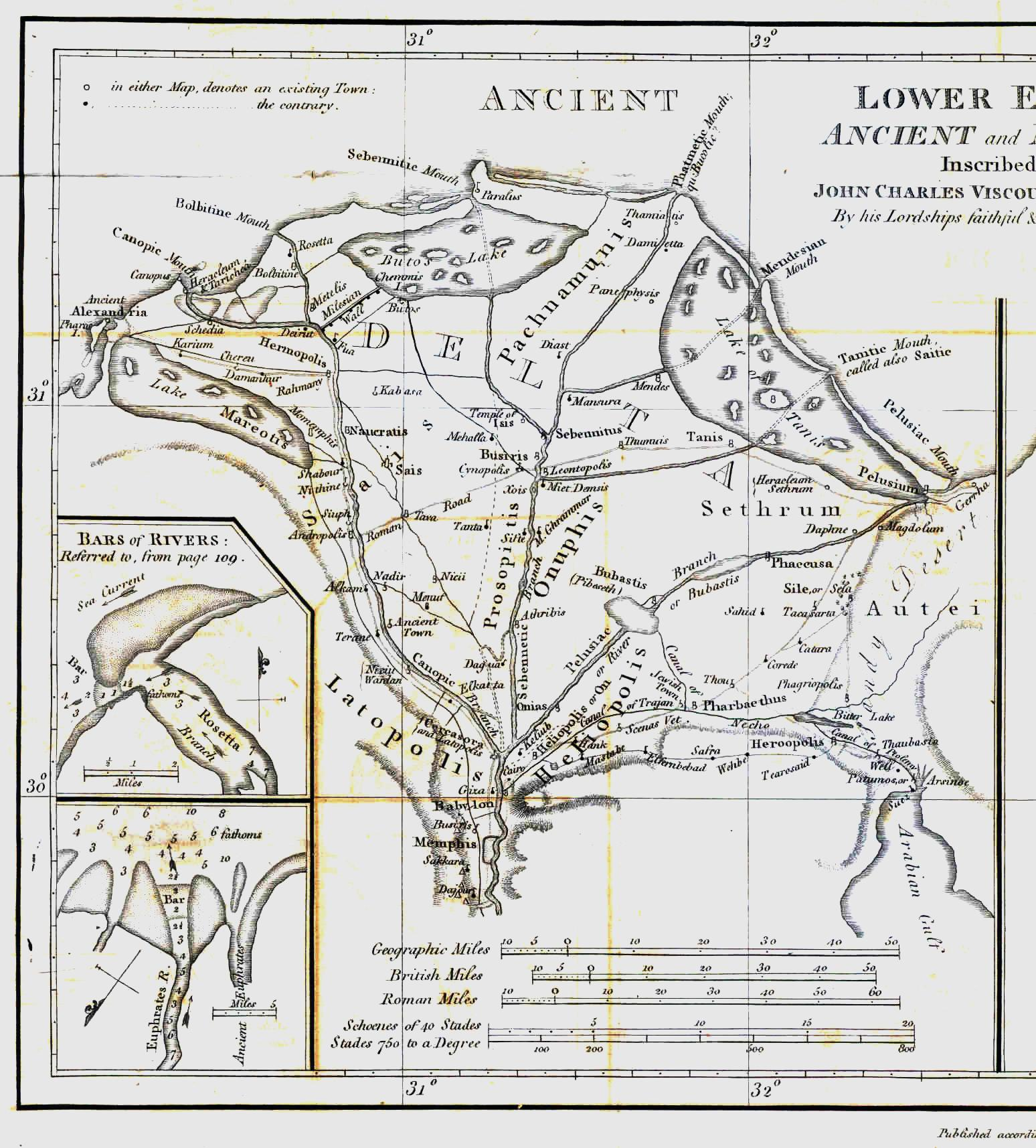
Le delta du Nil à l'époque d'Hérodote, selon James Rennell (1800). Deux bras existent toujours : le bras de Damiette à l'est (ancienne branche phatnitique) et le bras de Rachid à l'ouest (ancienne branche bolbitine).

Il n'existe qu'un seul cours d'eau d'Égypte qui soit permanent : le Nil. Il ne possède aucun affluent sur le territoire de l'Égypte qui compte cependant quelques oueds.

## Nil
Le Nil traverse l'Égypte du nord au sud. Dans le delta du Nil, le fleuve se divisait dans l'Égypte antique en sept branches dont il ne reste que les deux principales qui sont la branche de Damiette à l'est et celle de Rachid à l'ouest.

## Canaux
Le Bahr Youssouf est un canal du Nil qui alimente l'oasis du Fayoum avant de se jeter dans le lac Moéris.
Durant la XIIe dynastie un canal fut creusé par le pharaon Sésostris III (XIXe siècle avant notre ère) pour assurer la liaison entre le Nil et la mer Rouge. Jacques-Marie Le Père, lors de la campagne d'Égypte, rechercha des traces de l'ancienne voie d'eau et étudia le projet d'un canal reliant Péluse à Suez. Ferdinand de Lesseps construit le canal de Suez entre 1859 et 1869.

## Oueds
Le Nil est croisé par plusieurs oueds, normalement à sec, qui traversent le désert Arabique. Ces oueds drainent les précipitations des montagnes le long de la côte égyptienne de la mer Rouge, bien que peu atteignent effectivement le Nil. Les principaux oueds de la région sont :
- Ouadi El-Kharit (260 km, bassin versant de 23 000 km2)
- Ouadi Shait (200 km, bassin versant de 10 000 km2)
- Ouadi Abbad (bassin versant de 7 000 km2)

En dehors de ceux-là, il existe également les oueds suivants :
- Ouadi Al-Hitan
- Ouadi Hammamat
- Ouadi Maghara
- Ouadi Natroun
- Ouadi Toumilat